# Gostinjac
Gostinjac (olaszul: Gostignazzo) falu Horvátországban Tengermellék-Hegyvidék megyében. Közigazgatásilag Dobrinjhoz tartozik.

## Fekvése
Krk belsejében, községközpontjától 3 km-re délkeletre fekszik.

## Története
A neves nyelvész, irodalomtörténész, néprajzkutató és filológus Ive Jelenović szerint a település neve onnan ered, hogy egykor itt haladt át a Dobrinjból Vrbnikre menő út. Az út mellett ezen a helyen pihenőhely (gostinja) volt, mely körül később kifejlődött a falu. Az út már 1100-ban szerepel a Híres Dragoszlav adománylevélben is. Évszázadokig Velence vazallusaiként a Frangepánok igazgatták. A sziget 1480-tól közvetlenül Velencei Köztársasághoz tartozott. Régi templomát 1576-ban említik először, de feltételezhetően ennél sokkal régebbi volt. A templomot 1780-ban is említik, de 1822-ben már romos volt ezért meg kellett újítani. Később mégis újra romos lett és újat kellett építeni helyette. A napóleoni háborúk egyik következménye a 18. század végén a Velencei Köztársaság megszűnése volt. Napóleon bukása után Krk is osztrák kézre került, majd a 19. század folyamán osztrák uralom alatt állt. 1867-től 1918-ig az Osztrák-Magyar Monarchia része volt. 1857-ben 178, 1910-ben 259 lakosa volt. Az Osztrák–Magyar Monarchia bukását rövid olasz uralom követte, majd a település a Szerb-Horvát-Szlovén Királyság része lett. A II. világháború idején előbb olasz, majd német csapatok szállták meg. A háborút követően újra Jugoszlávia, majd az önálló horvát állam része lett. 2011-ben 66 lakosa volt, akik közül sokan a környező nagyobb településeken dolgoznak, illetve a turizmusból élnek.

## Nevezetességei
Szent Márton tiszteletére szentelt temploma 1905-ben épült a régebbi templom helyén.
Védett épület az olajprésmalom, egy egyszobás földszintes épület, amely sárral és mésszel kötött, durván faragott kövekből épült. Nyeregtetős épület, mely hátsó részén kemencével rendelkezik. Az ablak- és ajtókeretek durván faragott kőből készültek. A malom belseje egy darálóból és a préselésre szolgáló eszközből áll. Az épület melletti apszisban egy csatorna van kialakítva, ahol kis nyílás van képezve a víz kifolyásához. Az épület mellett egy kővel kirakott tó fekszik, amelybe a technológiai folyamathoz szükséges víz ömlik. A présmalom szerkezetét, formáját és funkcióját tekintve tipikus példája a 19. és 20. század hagyományos népi építészetének.
Védett lakóház a 61. szám alatti kétszintes épület, melyet kőből építettek, kőlépcsővel és boltíves terasszal. A hozzá tartozó gazdasági épületnek mára csak az alapjai maradtak meg.

## Lakosság
| Lakosság változása | Lakosság változása | Lakosság változása | Lakosság változása | Lakosság változása | Lakosság változása | Lakosság változása | Lakosság változása | Lakosság változása | Lakosság változása | Lakosság változása | Lakosság változása | Lakosság változása | Lakosság változása | Lakosság változása | Lakosság változása |
| ------------------ | ------------------ | ------------------ | ------------------ | ------------------ | ------------------ | ------------------ | ------------------ | ------------------ | ------------------ | ------------------ | ------------------ | ------------------ | ------------------ | ------------------ | ------------------ |
| 1857               | 1869               | 1880               | 1890               | 1900               | 1910               | 1921               | 1931               | 1948               | 1953               | 1961               | 1971               | 1981               | 1991               | 2001               | 2011               |
| 178                | 196                | 205                | 231                | 243                | 259                | 277                | 238                | 203                | 192                | 141                | 133                | 89                 | 82                 | 81                 | 66                 |